# بخش داواسا
بخش داواسا (به انگلیسی: Dausa district) یک منطقهٔ مسکونی در هند است که در Jaipur division واقع شده‌است. بخش داواسا ۳٬۴۳۲ کیلومتر مربع مساحت و ۱٬۶۳۴٬۴۰۹ نفر جمعیت دارد.